# Aspilapteryx spectabilis
Aspilapteryx spectabilis är en fjärilsart som beskrevs av Peter Huemer 1994. Aspilapteryx spectabilis ingår i släktet Aspilapteryx och familjen styltmalar.
Artens utbredningsområde är Österrike. Inga underarter finns listade i Catalogue of Life.